# Gemeentelijke herindelingsverkiezingen in Nederland 1971
Gemeentelijke herindelingsverkiezingen in Nederland 1971 geeft informatie over tussentijdse verkiezingen voor een gemeenteraad in Nederland die gehouden werden in 1971.
De verkiezingen werden gehouden in zeventien gemeenten die betrokken waren bij een grenswijzigings- of herindelingsoperatie.

## Verkiezingen op 17 maart 1971
- de gemeenten Empel en Meerwijk, Engelen en 's-Hertogenbosch: samenvoeging tot een nieuwe gemeente 's-Hertogenbosch.[2]

## Verkiezingen op 7 april 1971
- de gemeenten Oud-Vossemeer, Poortvliet, Scherpenisse, Sint-Annaland, Sint-Maartensdijk, Stavenisse en Tholen: samenvoeging tot een nieuwe gemeente Tholen.[3]

## Verkiezingen op 26 mei 1971
- de gemeenten Franekeradeel en Harlingen: grenswijziging;[4]
- de gemeenten Jutphaas en Vreeswijk: samenvoeging tot een nieuwe gemeente Nieuwegein.[5]

Door deze herindelingen daalde het aantal gemeenten in Nederland per 1 juli 1971 van 873 naar 864.

## Verkiezingen op 23 juni 1971
- de gemeenten Laren en Lochem: samenvoeging tot een nieuwe gemeente Lochem.[6]

Door deze herindeling daalde het aantal gemeenten in Nederland per 1 augustus 1971 van 864 naar 863.

## Verkiezingen op 29 september 1971
- de gemeente Dronten, vanwege de eerste instelling van deze gemeente.[7]

## Verkiezingen op 24 november 1971
- de gemeente Ermelo: splitsing in twee nieuwe gemeenten, Ermelo en Nunspeet.[8]

Door deze instelling en herindeling steeg het aantal gemeenten in Nederland per 1 januari 1972 van 863 naar 865.